# Sainte-Odile
Sainte-Odile è un cortometraggio del 1914 diretto da Gaston Ravel. Uno dei primi film interpretati da Musidora.